# Terror erótico

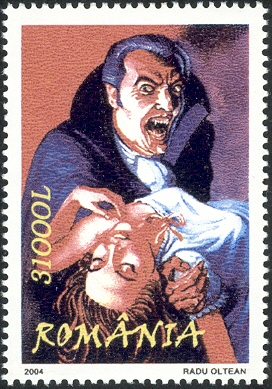
Drácula de Bram Stoker ha sido considerado un ejemplo temprano de terror erótico.

El terror erótico, también llamado erótica de terror o erótica oscura, es un término aplicado a obras de ficción en las que se mezclan imágenes sensuales o sexuales con connotaciones horribles o elementos de la historia en aras de la excitación sexual. La ficción de terror de este tipo es más común en la literatura y el cine. El cine de terror erótico es una piedra angular del terror español y francés.

## Ero guro
Ero guro (エログロ?), también conocido como guro, es un género japonés de arte erótico que se centra en una mezcla de erotismo con elementos grotescos y de terror. Originario de la subcultura ero guro nansensu de la era Shōwa, ganó prominencia por primera vez en la literatura popular de Japón en las décadas de 1920 y 1930, y presenta regularmente escenas violentas como desmembramientos, destripamientos, y explosiones de globos oculares y úteros. Tras el incidente de Sada Abe de 1936, en el que una mujer estranguló y castró a su amante por placer sexual, ero guro media se enfrentó a la censura. Este tipo de erotismo resurgió en el período de posguerra, especialmente en el manga. Los subgéneros posteriores del hentai estarían influenciados por ero guro, incluido el hentai con tentáculos. En el siglo XXI, el guro hentai ha ganado popularidad en los Estados Unidos.

## Terror erótico femenino

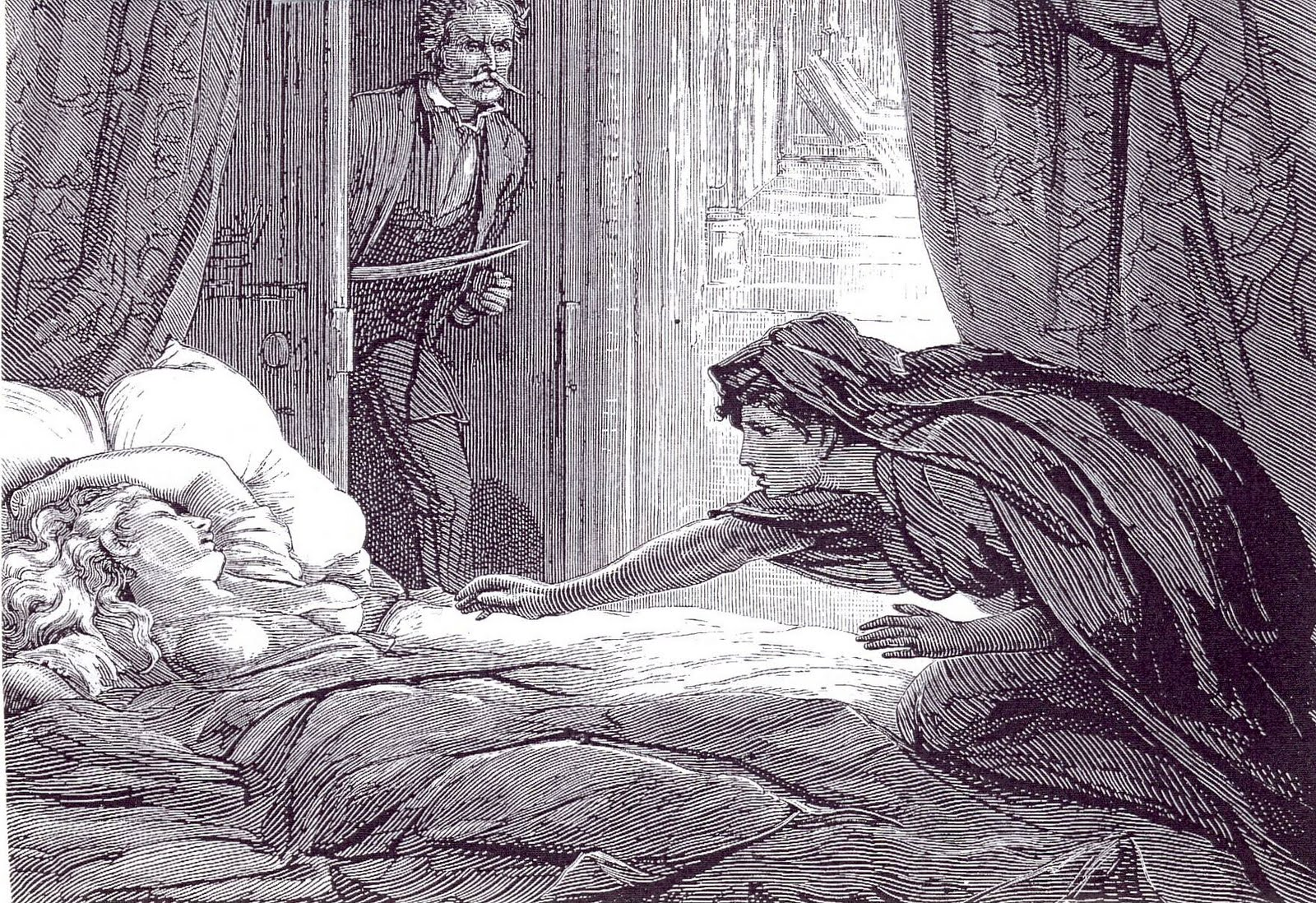
Carmilla de Sheridan Le Fanu es un ejemplo de terror erótico lésbico.

Las feministas han dudado en aceptar el terror erótico, ya que tanto el erotismo como el terror han sido principalmente lugares para la mirada masculina. La pornografía y lo erótico, a través de una mirada no feminista, a menudo tratan de la coerción de las mujeres para realizar actos sexuales que no consienten. Además, los académicos y activistas feministas no toleran los medios de terror erótico escritos con violaciones, escenas de sexo monstruosas o el intercambio de dinámicas de poder heterosexuales; estas formas de horror erótico no se consideran transgresoras, empoderadoras ni feministas. El horror de las mujeres contemporáneas, sin embargo, celebra lo erótico y fomenta la combinación del horror con el erotismo para expresar lo que aterroriza y excita a las mujeres sin castigo, sin dejar de centrar la autodeterminación y la elección sexual.
Escritoras y lectoras de obras de terror erótico feminista las utilizan para expresarse como sujeto y objeto dentro de un contexto de fantasía. Muchas piezas de terror erótico feminista involucran relaciones románticas con un monstruo, como vampiros o hombres lobo, y/o la reelaboración de cuentos de hadas existentes para que las protagonistas femeninas tomen el control de su propio destino sexual. Estas relaciones románticas actúan como una lente para una transgresión de estos diferentes monstruos y una celebración de la rica diferencia.
Aunque tradicionalmente se entiende al vampiro como un devorador masculino de mujeres, : 158 las historias eróticas modernas que presentan mujeres vampiras son a menudo de naturaleza transgresora (las mujeres de estas historias no se ajustan a las expectativas sobre el matrimonio, la libertad sexual o el deseo heterosexual) y pueden entenderse como totalmente feministas. Varias de estas historias presentan a la vampira lesbiana, un tropo en el que el vampirismo y la identidad lesbiana están conectados. En la década de 1970, las películas eróticas de vampiros y lesbianas (como The Vampire Lovers de 1970 y Lust for a Vampire de 1971) proyectaban la identidad lesbiana y el vampirismo como entrelazados, y el público veía ambos como elementos horripilantes. El terror lésbico de vampiros eróticos es un género diverso, y las identidades lesbianas se construyen de varias maneras diferentes: como miembros de una hermandad compartida, sexualmente violentas, sadomasoquistas o apoyando las distinciones entre butch y femme. En términos más generales, aunque las primeras obras eran limitantes, el horror erótico lésbico moderno transgrede las concepciones populares de cómo puede ser el deseo sexual apropiado y celebra la diferencia.

## Erótica de monstruos

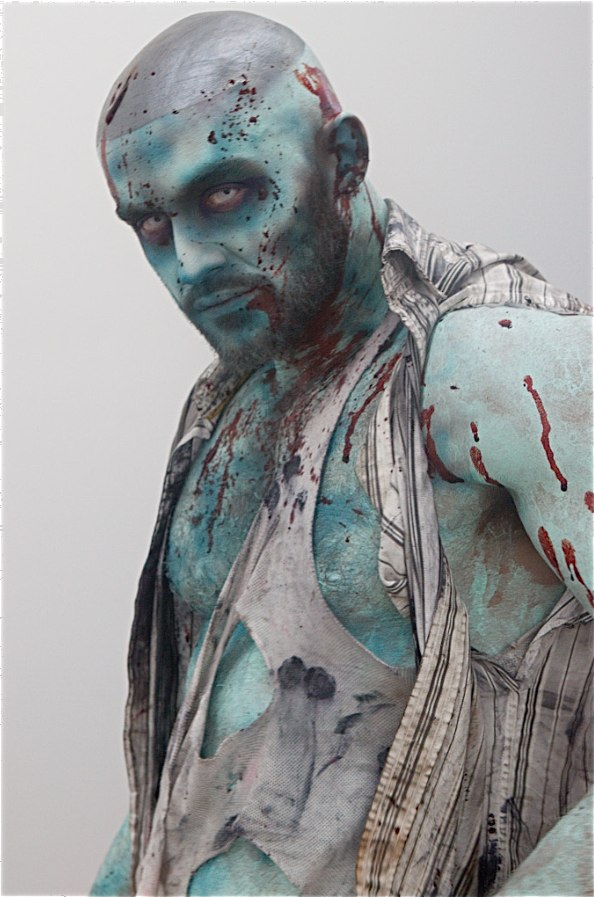
François Sagat en el rodaje de L.A. Zombie, un ejemplo de pornografía zombi.

El erotismo de monstruos, también conocido como porno de monstruos, es un género de arte erótico o pornografía que presenta encuentros sexuales entre humanos y monstruos. Los monstruos típicos del género incluyen dinosaurios y zombis, así como criaturas folclóricas o míticas como críptidos, vampiros o hombres lobo.
La erótica de los monstruos generalmente se describe como diferente a la zoofilia, ya que los monstruos presentes suelen ser inteligentes y sapientes; dicho esto, la violación a menudo ocurre contra humanos en el género.  Tras los informes de los medios de comunicación en 2013 de que dichos libros a menudo contenían escenas de violación, incesto y zoofilia, varios minoristas en línea eliminaron de sus sitios web cientos de libros eróticos de monstruos autoeditados. El erotismo de monstruos también aparece en los medios japoneses, siendo populares ejemplos como el hentai de tentáculos. La erótica de monstruos a veces presenta temas cómicos o irónicos, como las obras de Chuck Tingle.

### Vampiros
Se sabe que los vampiros son íconos del horror erótico desde su concepción, especialmente Drácula de Bram Stoker, que incluye abiertamente la sexualidad femenina y el voyeurismo. En diferentes versiones de historias de vampiros, el vampiro es constantemente descrito como atractivo y sexualmente seductor para los humanos. Las mordeduras y la alimentación de los vampiros a menudo se describen como placenteras y sexuales, como señala Violet Fenn en su análisis de la alimentación de los vampiros en Drácula: «la sangre y la lujuria son una sola». También se ha analizado que matar a un vampiro tiene una carga sexual, ya que requiere ser empalado o penetrado con una estaca en el corazón. Andrew Green señala en su análisis que el lenguaje utilizado para la muerte de la vampira Lucy Westenra recuerda al lenguaje utilizado para describir los orgasmos.

## En el cine

El diseño del xenomorfo en Alien evoca intencionalmente horripilantes imágenes eróticas.

El terror erótico ha tenido influencias en el cine de terror español, y estadounidense. Las obras de Jean Rollin, como Le Viol du Vampire y Fascination, se consideran películas de terror eróticas por excelencia, que combinan imágenes profundamente sexuales con sangre. El cine estadounidense también ha contado con notables franquicias de cine de terror erótico, como Candyman. Un ejemplo de serie de películas de terror eróticas británicas es Hellraiser. Alien presenta intensas imágenes eróticas, con el diseño del xenomorfo de H. R. Giger presenta imágenes fálicas y vaginales, destinadas a simbolizar la culpa patriarcal, así como el sexo, la violación y el embarazo.
Las películas de horror corporal, como Crimes of the Future y Titane, han sido comparadas con el terror erótico.

## Lectura adicional
- Bradley, Linda (1987). «Love and Death in the American Car: Stephen King's Auto-Erotic Horror».  En Hoppenstand, Gary; Browne, Ray B., eds. The Gothic World of Stephen King: Landscape of Nightmares. Ilustrador: Gary Dumm. Bowling Green, Ohio: Bowling Green State University Popular Press. ISBN 9780879724108. OCLC 17376712.
- Wilson, Shelby LeAnn (Junio de 2022). Spectacular Flesh: Erotic Horror as Feminist Praxis in Women's Literature & Film (PhD en Literatura) (en inglés). UC Santa Cruz. ProQuest Wilson_ucsc_0036E_12511.